# Ginnheim
Ginnheim, Frankfurt-Ginnheim – część miasta (Stadtteil) Frankfurt nad Menem, w Niemczech, w kraju związkowym Hesja. Należy do okręgu administracyjnego Mitte-Nord.

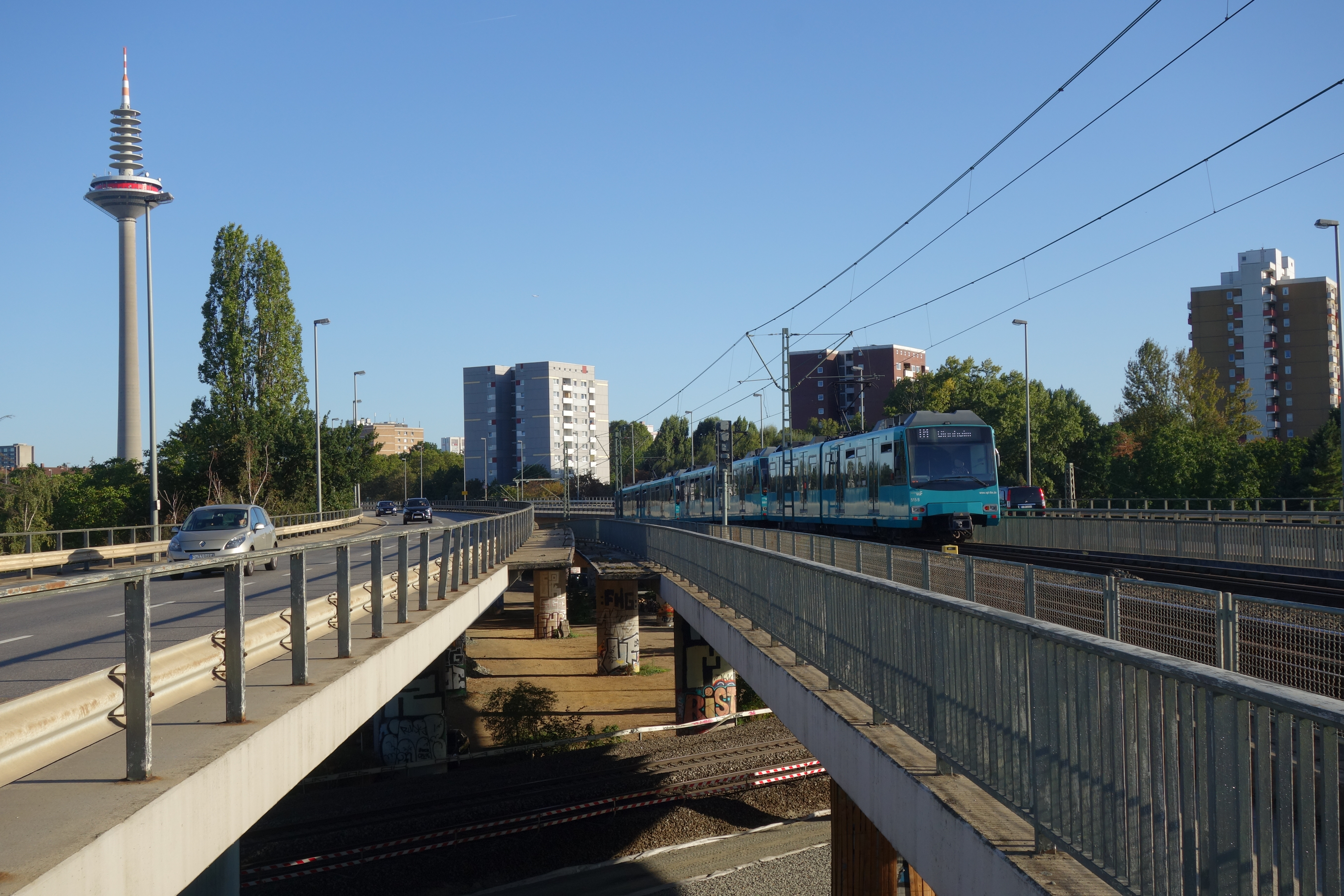
Widok wzdłuż Rosa-Luxemburg-Straße z trasą metra prowadzącą do wieżowców Ginnheim i Europaturm